# Rakytník (okres Rimavská Sobota)
Rakytník (maďarsky Rakottyás) je obec na Slovensku v okrese Rimavská Sobota. Žije zde 329 obyvatel.

## Poloha obce
Rakytník leží v severní části Rimavské kotliny na pravostranné nivě a terase Blhu. Obec se nachází v nadmořské výšce 181 m.

## Historie
Poprvé je obec zmíněna v listině z roku 1451 pod názvem Rakathyas, ale vznikla pravděpodobně už v 14. století. Do roku 1918 bylo území obce součástí Uherska. Na základě první vídeňské arbitráže bylo území obce v letech 1938 až 1945 součástí Maďarska. Obec byla na začátku 20. století známá výrobou předmětů ze slámy. V letech 1920 až 1938 a 1945 až 1990 bylo sídlo vedeno pod názvem Rokytník.

## Pěstování rakytníku
V roce 2018 obec v rámci projektu nadace Ekopolis s názvem Zelená oáza realizovala výsadbu 300 rostlin rakytníku řešetlákového. Ačkoliv není souvislost mezi pěstováním rakytníku a pojmenováním obce, vedení obce by shodu názvů rádo využilo a zvažuje myšlenku místního produktu se sloganem Rakytník z Rakytníka.